# Otto Eberle (Chemiker)
Otto Eberle (* 18. August 1897 in Brand bei Nürnberg; † 9. November 1966 in Bayreuth) war ein deutscher Chemiker und Fabrikant. Er war Stellvertretender Präsident des Zentralverbandes der elektrotechnischen Industrie und Träger des Großen Bundesverdienstkreuzes.

## Leben
Otto Eberle studierte Chemie und trat im Sommersemester 1919 der musischen Studentenverbindung AMV Fridericiana Erlangen bei. Zunächst arbeitete er als Chemiker in der Kaliindustrie, dann in der Salpeterproduktion in Tocopilla in Chile. 1931 kehrte er nach Nürnberg zurück und gründete 1933 die Firma Eberle und Co. Elektro-GmbH für Relais, Drehschalter, Temperaturregler und Silizium-Halbleiter und assoziierte Firmen.
Im Zweiten Weltkrieg war er Hauptmann der Artillerie-Ersatzabteilung 10 in Regensburg, später in Pilsen.
Nach dem Krieg war Eberle Fabrikbesitzer in Nürnberg. Später wurde er Stellvertretender Präsident des Zentralverbandes der elektrotechnischen Industrie und Vorsitzender der volkswirtschaftlichen Gesellschaft Bayern.
Im November 1966 verstarb er im Alter von 69 Jahren in Bayreuth.

## Ehrungen
- Ehrenbürger der Technischen Universität München
- 1958 Großes Bundesverdienstkreuz
- Bayerischer Verdienstorden